# 林家亮
林家亮（Landon Lloyd Ling，1987年10月8日—），生於加拿大溫哥華，加拿大足球運動員，司職左後衛，現時於加拿大擔當音樂唱作及監製工作。

## 早年生活
林家亮生於加拿大溫哥華，於當地球會溫哥華白浪的青訓系統出道。直到2005年7月轉會當時英超球會布力般流浪的U21青年軍。2006年7月轉會捷克甲組聯賽球會亞布洛內茨旗下的U21青年軍，至2007年7月獲提拔到亞布洛內茨一隊。可是發展不太順利，既無法適應生活，又遇上言語不通，但期間更首度獲加拿大U-20男足徵召，並於10月6日對捷克U-20的國際友誼賽踢足全場下協助國家隊以2–1勝出。

## 球員生涯
兩年後林家亮在2008年夏季回流香港發展，加盟甲組聯賽冠軍球會傑志，而由於他父親是香港人，使他能以本地球員身份註冊本地賽事，惟還未持有香港特區護照的他，不能以香港球員身份出戰國際賽或亞洲球會級賽事。期間他在2009年賀歲盃以香港聯賽選手隊球員身份，代表香港出戰，結果港聯於季軍戰不敵水原藍翼。可是到2009/10年度球季他於夏天接受膝部手術後，康復進度未如理想，使他選擇提前與傑志解約，返回加拿大繼續從事音樂唱作及監製工作。到傷患康復後，在2011年曾短暫隨南華跟操，不過他最終仍於11月回歸傑志，加強球隊後備力量，並於2012年7月外借到地區球會南區。到2013年7月轉會港超聯球會太陽飛馬，球季結束後，返回加拿大兩個月，專注其音樂專輯及完成新歌的影片。恢復自由身的他於2015年7月加盟港超聯球會標準流浪，並在10月25日對東方的聯賽盃分組賽取得加盟後的首個入球，最終協助流浪爆冷以2–0勝出，而他至球季結束後離隊結束足球生涯。

## 家庭生活
林家亮於2008年回流加盟傑志時，官方註冊中文名字為「林家良」。而到2011時重返傑志時，被改正為「林家亮」。相信是球隊職員於2008年林家亮加盟時，資料錯誤所致。他為了讓自己能謹記自己所愛的母親，在捷克球會效力期間，在右腳小腿紋上四個中文字抒發對母親的敬意。林家亮於2011年曾參選亞洲先生競選。2014年與香港藝人兼模特兒趙碩之公開戀情，到2016年拍拖兩年後分手。現時於加拿大擔當音樂唱作及監製工作。

## 音樂事業
林家亮於除足球外，平日最愛音樂。在學校已有表演的他，來港後因為每天踢球的時間大約只有2小時，使他餘下時間都投入到音樂上，展開其唱作人生涯。有時亦會到蘭桂坊或尖沙咀的夜場表演。於2011年更簽約成為框格音樂事務旗下歌手。2012年曾在舞台劇《風之后》中負責音樂創作。2014年9月與太陽飛馬隊友金寶及蘇偉泉一同獲著名經理人黃柏高賞識，在太陽娛樂文化簽約成為旗下藝人進軍演藝圈。

## 音樂專輯
林家亮於2011年2月1日推出其第一張標題"It Started With Everything"的混音專輯。
1. Everything
2. Dreamin
3. Getting Hot
4. Hit It Up
5. Light Me Up
6. If You Were
7. This Is Love
8. Tryin To Understand
9. Miss You
10. Letting You Go
11. As One
12. Thinkin of You
13. Make You Scream
14. We in the Club
15. Headin to the Top
16. Tonight

林家亮於2012年4月推出其第二張標題"Another Chapter"的混音專輯。
1. Lookin For
2. Your Body
3. Say Say
4. Dolce
5. No Limt
6. Call You
7. Crazy
8. Cool Down
9. What It Do
10. Secret Admirer
11. How We'll Be
12. Up
13. On That
14. Alone

## 球會榮譽
傑志
- 香港聯賽盃冠軍（2011–12季度）
- 香港足總盃冠軍（2011–12季度）
- 香港甲組足球聯賽冠軍（2010–11、2011–12季度）

太陽飛馬
- 香港甲組足球聯賽亞軍（2013–14季度）
- 香港高級組銀牌亞軍（2013–2014季度）

## 外部連結
- 香港足球總會網頁球員註冊資料 （页面存档备份，存于）